# MROニュースランド
『MROニュースランド』（エムアールオーニュースランド）は、1990年4月2日から2000年3月31日まで北陸放送（MROテレビ）で平日夕方に放送されていたローカルニュース番組である。

## 概要
TBS発『JNNニュースの森』の開始とともにスタート。『ニュースの森』と『MROテレポート6』を一体化した65分間のオムニバスワイド番組であった。本番組独自の要素は冒頭の5分間のみだったが、内容は18時台に放送するニュース項目の要約（ヘッドライン）と『テレポート6』の特集コーナーの予告編に割り当てられていた。
2000年3月31日、本番組は『ニュースの森』の放送時間繰り上げとともに終了した。

## 放送時間
- 月曜 - 金曜 17:55 - 19:00（日本標準時、65分）

## 番組内容
- MROニュースランド オープニング（17:55 - 18:00） - 5分間のニュースサマリー兼『MROニュースランド・テレポート6』の予告編を放送。
- MROニュースランド・JNNニュースの森（18:00 - 18:30） - 番組前編
- MROニュースランド・テレポート6 （18:30 - 19:00） - 番組後編。事実上の県内ニュース本編。